# 噪吮蜜鳥
噪吮蜜鳥（學名：Philemon corniculatus）是一種分佈於新幾內亞和澳大利亞東部的鳥類，屬雀形目吸蜜鳥科。它是該屬鳥種中其中一種頭部沒有羽毛的品種。其色棕灰，在黑色無毛的頭上有一明顯突起，以昆蟲和花蜜為生。

## 分類
噪吮蜜鳥於1790年首次由鳥類學家約翰·拉薩姆描述。其種小名來自拉丁語的 corniculum，即「（有）小角」的意思。有時又被稱為Leatherhead。悉尼盆地的歐拉族和達魯格族原住民稱之為 Wirgan。
分子研究顯示，與其最接近的品種為同屬的銀冠吮蜜鳥。DNA分析顯示，吸蜜鳥與同屬吸蜜鳥總科的斑啄果鳥科 （班啄果鳥）、刺嘴鶯科 和細尾鷯鶯科有親緣關係。

## 外形描述
噪吮蜜鳥身長 31-36 公分 （12-14 英吋），是同科的大型烏種。它上半身為暗棕灰色，下身顏色較淺。黑色的頭部除頰下和眉毛周圍冢外無毛，其種小名也源於此。黑色的喙上的圓形突出是其特徵，在遠處也可看見。腳暗藍色，眼紅色。
噪吮蜜鳥得名於其嘈吵的叫聲。其中一種叫聲被比作「四時的鐘聲」。

## 分佈與生境
本種的天然分佈始於維多利亞州的萊克斯恩特倫斯和墨累河流域，北經新南威爾斯州和昆士蘭州，經約克角半島至新畿內亞。

## 行為
在澳大利亞的東南部，本種為候鳥，飛向北方越冬直至春天回歸。它們大群聚集，並與小吮蜜鳥混雜。遷移的時候，噪吮蜜鳥的咯咯聲和吱吱聲，會令森林熱鬧不已。叫聲是作識別各自的覓食範圍，以及向其他鳥，包括其他品種的鳥，宣佈發現食物之用。它們的食物包括花蜜、昆蟲和果實。它們也會食用種植作商業用途的水果，包括葡萄和其他漿果，在那些情況它們因為被視為害鳥而與人類產生直接衝突。

### 繁殖
每年的七月至翌年的一月為繁殖期，每次養育一至兩隻雛鳥。雀巢大而深，呈杯狀，外圍向外翻。以樹皮和草築成，離地面1至3公尺，較為隱蔽。雌鳥一次下二至四隻蛋，偶爾會下五隻。蛋長33公厘，寬22公厘 （即1⅓ x 1 英吋），棕粉紅色或偏紫色，上有暗黃或淺粉紅的斑點。

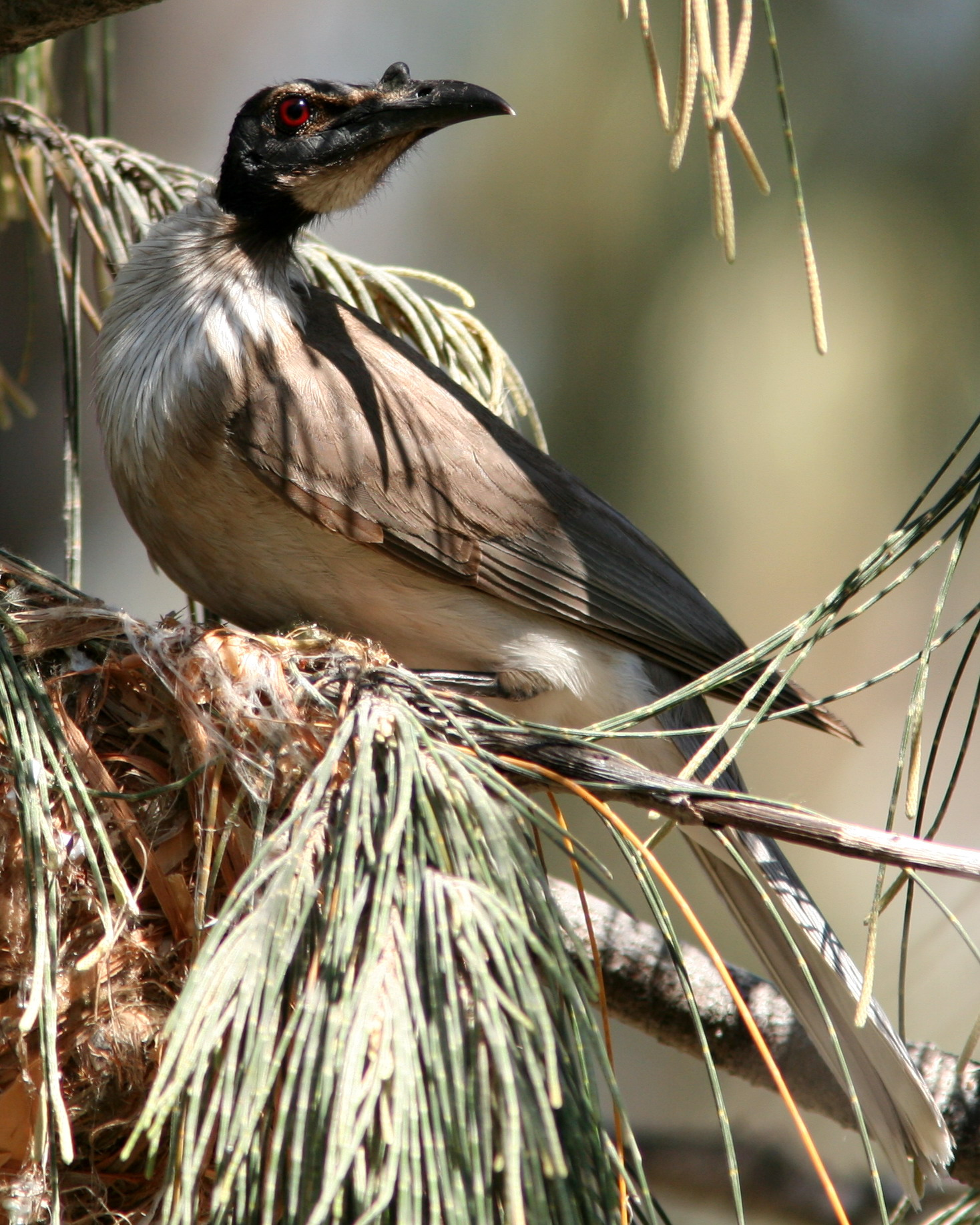
巢中的噪吮蜜鳥